# Atarba (Ischnothrix) australasiae
Atarba (Ischnothrix) australasiae is een tweevleugelige uit de familie steltmuggen (Limoniidae). De soort komt voor in het Australaziatisch gebied.